# Kuczaby
Kuczaby [kuˈt͡ʂabɨ] est un village polonais de la gmina de Sterdyń dans le powiat de Sokołów et dans la voïvodie de Mazovie, au centre-est de la Pologne.
Il est situé à environ 2 kilomètres à l'ouest de Sterdyń, 18 kilomètres au nord de Sokołów Podlaski et à 95 kilomètres au nord-est de Varsovie.